# Saint-Sulpice (Saboya)
 Saint-Sulpice  es una población y comuna francesa, en la región de Ródano-Alpes, departamento de Saboya, en el distrito de Chambéry y cantón de Cognin.

## Demografía
| 302 | 303 | 355 | 456 | 600 | 672 |
| Para los censos de 1962 a 1999 la población legal corresponde a la población sin duplicidades (Fuente: INSEE [Consultar]) |     |     |     |     |     |